# Альбонезе
Альбонезе (італ. Albonese, п'єм. Albonese) — муніципалітет в Італії, у регіоні Ломбардія, провінція Павія.
Альбонезе розташоване на відстані близько 490 км на північний захід від Рима, 45 км на південний захід від Мілана, 38 км на захід від Павії.
Населення — 579 осіб (2014).

## Демографія
Населення за роками:

Станом на 1 січня 2023 року в муніципалітеті офіційно проживали 32 іноземці з 14 країн, серед них 4 громадяни країн Євросоюзу та 5 громадян України.

## Сусідні муніципалітети
- Борголавеццаро
- Чилавенья
- Мортара
- Нікорво
- Парона